# کریس ابل (بازیکن فوتبال)
کریس ابل (انگلیسی: Chris Abel؛ ۲۸ آوریل ۱۹۰۸ – ۱۹۸۶) یک بازیکن فوتبال بود.
از باشگاه‌هایی که در آن بازی کرده‌است می‌توان به باشگاه فوتبال برادفورد سیتی و باشگاه فوتبال لیدز یونایتد اشاره کرد.